# Отряд смертников

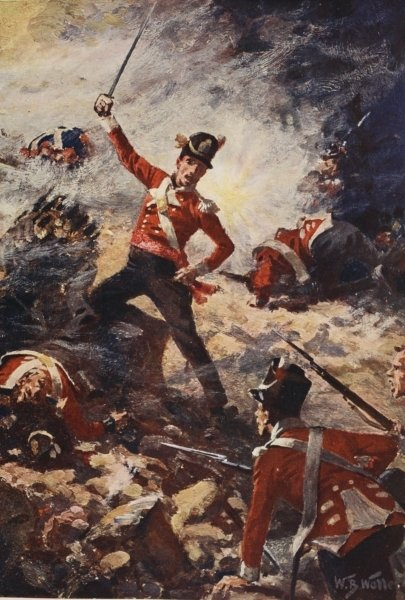
Колин Кэмпбелл, ведущий «Отчаянную надежду» в осаде Сан-Себастьяна, 1813. Картина Уильяма Барнса Уоллена

«Отчаянная надежда», «Гиблое дело», «Отряд смертников», «Форлорн хоуп» — группа солдат и других комбатантов, выполняющих ведущую роль в военной операции, такую как нападение на хорошо защищаемую позицию, где риск потерь особенно высок.
В французской армии такие отряды были также известны как «Потерянные дети» (фр. Les Enfants Perdus).

## Этимология английского термина
Английский термин происходит от голландского verloren hoop, буквально «потерянный отряд». Этот термин использовался в военном контексте для обозначения отряда солдат.
Голландское слово hoop (означающий «куча», «множество», «отряд») не является когнатом английского hope («надежда»); это пример народной этимологии. Неправильный перевод verloren hoop на английский как forlorn hope («потерянная/заброшенная надежда») — «странное недоразумение», возникшее из близких по звучанию английских слов. Эта ложная этимология подкреплялась тем фактом, что в голландском языке слово hoop является омографом, означающим и «надежду», и «отряд», хотя эти два значения имеют разное происхождение.

## История
В германских наёмных войсках ландскнехтов эти войска назывались Verlorene Haufen, что имеет то же значение, что и голландский термин, а само слово Haufen является общим термином для слабо организованной группы людей. Эти солдаты носили длинные двуручные мечи, которыми им приходилось прорубать себе путь сквозь противостоящий им строй пикенеров. Они также должны были противостоять первой волне атак, защищая бруствер. Члены Verlorene Haufen получали двойную оплату, что дало им название доппельзольднер (нем. Doppelsöldner, букв. «Получающие две оплаты»). Поскольку для выполнения этого задания добровольцев обычно не хватало, в их ряды также принимались преступники, приговорённые к смертной казни. В качестве знамени Verlorene Haufen носили красный флаг Blutfahne («Кровавое знамя»).
Таким образом, термин forlorn hope стал использоваться для обозначения любой группы войск, находящихся в опасной ситуации, например, в открытом форпосте или в защитном сооружении типа форта, находящегося отдельно от основной крепости. Такое использование этого термина было особенно распространено в документах времён английской революции, а также в британской армии во время Пиренейских войн 1808—1814 гг. Во времена мушкетов, заряжаемых через дуло (на что требовалось достаточно много времени), этот термин чаще всего использовался для обозначения первой волны солдат, атакующих брешь в  обороне во время осады.
Хотя было очевидно, что большинство членов «Отчаянной надежды» будут убиты или ранены, предполагалось, что некоторые из них выживут достаточно долго, чтобы захватить плацдарм, который можно укрепить и затем расширить, или, по крайней мере, у второй волны нападающих будет больше шансов, пока защитники будут перезаряжать мушкеты или зачищать остатки первой волны. Тем не менее, такие солдаты всё же не были самоубийцами или глупцами; например, британские войска «Отчаянной надежды» при осаде Бадахоса в 1812 году несли с собой большие мешки (1,5-2 метра длиной и больше полуметра в диаметре), наполненные сеном и соломой, которые бросали во вражеские траншеи перед прыжком, чтобы предотвратить травмы при приземлении.
«Отчаянная надежда» могла состоять из добровольцев и преступников-призывников, и их зачастую возглавляли амбициозные младшие офицеры, надеявшиеся на быстрый карьерный рост: если добровольцы выживали и действовали смело, то они могли получить немалую выгоду в виде продвижения по службе, денежных подарков и славы (военная традиция, уходящая своими корнями по крайней мере во времена Древнего Рима). Командиру были практически гарантированы как повышение в звании, так и долгосрочное улучшение его карьерных перспектив, если он, конечно, оставался в живых.
В результате, несмотря на серьёзный риск, за возможность возглавить такое нападение и продемонстрировать свою доблесть часто возникала нешуточная конкуренция.
Оставшиеся в живых участники французского эквивалента «Отчаянной надежды», называемого «Потерянные дети» (фр. Les Enfants Perdus), гарантированно получали повышение до офицерского звания. Как рядовые военнослужащие, так и офицеры присоединялись к опасной миссии, рассматривая её как возможность быстро продвинуться в армейской иерархии.